# Effondrement modal
En logique modale, l'effondrement modal est la situation dans laquelle toute proposition vraie est nécessairement vraie, et vice versa ; c'est-à-dire qu'il n'y a pas de vérités contingentes, autrement dit que « tout existe nécessairement »,. Dans la notation de la logique modale, cela peut s'écrire {\displaystyle \phi \leftrightarrow \Box \phi }.
En philosophie, le terme est employé dans les critiques des arguments ontologiques en faveur de l'existence de Dieu et du principe de simplicité divine,. Par exemple, la preuve ontologique de Gödel contient le théorème {\displaystyle \phi \rightarrow \Box \phi } qui, combiné aux axiomes du système S5, conduit à un effondrement modal. Comme certains considèrent la liberté divine comme essentielle à la nature de Dieu et considèrent que l'effondrement modal remet en cause le libre arbitre, cela conduit à la démolition de l'argument de Gödel.